# 부산혜남학교
부산혜남학교는 부산광역시 남구 대연동에 위치한 지체 장애인를 위한 공립 특수학교이다.

## 연혁
- 1989년 3월 1일 : 개교